# 天主教奥三棉示总教区
天主教奧三棉示總教區（拉丁語：Archidioecesis Ozamisanus），是羅馬天主教會以菲律賓南部棉蘭老島西北部城市奧三棉示為中心的一個總主教區，包括西米薩米斯省。下轄四個教區。
主教座堂為聖母無原罪座堂。教區總主教耶穌‧多薩多。200年有教友397,078名。由39名司鐸名管理16個堂區。
1951年1月27日設自治監督區，1971年2月17日升為教區。1983年1月24日升為總教區。 